# 3181 Ahnert
3181 Ahnert este un asteroid din centura principală, descoperit pe 8 martie 1964, de Freimut Börngen.